# Lydia Forson
Lydia Forson,  née le 24 octobre 1984 à Mankessim au Ghana  est une actrice, scénariste et productrice ghanéenne. Elle joue son premier rôle important en 2005 dans le film Hotel St. James.

## Biographie
Lydia est née le 24 octobre 1984 à Mankessim, au Ghana  mais sa famille déménage peu après dans le Kentucky. Elle a effectué une partie de son primaire à la Wilmore Elementary School dans le Kentucky. À l'âge de neuf ans, sa famille retourne au Ghana, où Lydia a poursuivi ses études à l'école internationale Akosombo. Elle a également étudié au lycée St. Louis à Kumasi. Elle est diplômée de l'Université du Ghana et a obtenu un baccalauréat en langue anglaise et en études de l'information.

## Carrière
La carrière d'actrice de Forson a commencé avec un rôle  dans Hotel St.James (2005). À la suite de sa performance dans ce film, elle enchaînera les films et notamment Run Baby Run (2006) et Different Shades of Blue (2007). Elle fera également un passage dans l'émission de télé réalité The Next Movie Star au Nigeria  en 2007. Forson sera ensuite appelée par Shirley Frimpong Manso, qui avait déjà travaillé avec elle dans la série télévisée ghanéenne Different Shades of Blue, pour jouer le rôle principal dans le film Scorned . Ce rôle a conduit à sa première nomination aux Africa Movie Academy Awards dans la catégorie « meilleure actrice féminine à venir ».
En 2009, Forson a joué dans le film  The Perfect Picture de Shirley Frimpong-Manso. Elle a également joué dans A Sting in a Tale, Phone Swap et Masquerades .

## Vie privée
Lydia Forson est connue pour ses critiques fréquentes à l'égard de certaines actions du gouvernement du Ghana et elle est, de ce fait, fréquemment la cible d'insultes et de menaces.

## Filmographie
- Hotel St. James (2005)
- Run Baby Run (2006) - Second rôle
- Differents Shades of Blue (2007)
- The Next Movie Star Reality Show (2007) - Troisième finaliste
- Scorned (2008) - Rôle principal
- The Perfect Picture (2009) -  Second rôle
- A Sting in a Tale (2009) - Rôle principal [8]
- Mascarades (2011)
- Phone Swap (2012) [9]
- Kamara's Tree (2013)
- Scandal (2013) (une série sud-africaine)  [10]
- A Letter From Adam (2014) - Scénariste / Productrice [11],[12]
- Isoken (2017)
- Keteke (2017) - Rôle principal [13]
- Sidechic Gang (2018)

## Récompenses
- 2009 - Nommé aux African Movie Academy Award [14]
- 2010 - Elle a remporté l'Africa Movie Academy Award de la meilleure actrice[15],[16]